# معتب بن قشير الأنصاري
مُعَتَّبٌ بن قشير الأنصاري هو شخصية من أهل يثرب، يعتبره المسلمون منافقًا حيث يُنسَب إليه أنه من مؤسسي مسجد الضرار، شارك في غزوة بدر، وغزوة أحد، وأحداث العقبة.

## النسب
نسبه مُختلف عليه. ويُرجّح علماء الرجال التفريعات الاحتمالات الآتية: هو متعب بن قشير، وقيل: بشير بن مليل، وقيل: حليل بن زيد ين العطاف بن ضبيعة بن زيد بن مالك بن عوف الأنصاري، الأوسي.

## سيرته
يُنسَب لمُعتّب أنه هو قائل: «لو كان لنا من الأمر شيء ما قتلنا هاهنا» أثناء معركة أحد. فنزلت فيه الآية 154 من سورة آل عمران: ﴿ثُمَّ أَنْزَلَ عَلَيْكُمْ مِنْ بَعْدِ الْغَمِّ أَمَنَةً نُعَاسًا يَغْشَى طَائِفَةً مِنْكُمْ وَطَائِفَةٌ قَدْ أَهَمَّتْهُمْ أَنْفُسُهُمْ يَظُنُّونَ بِاللَّهِ غَيْرَ الْحَقِّ ظَنَّ الْجَاهِلِيَّةِ يَقُولُونَ هَلْ لَنَا مِنَ الْأَمْرِ مِنْ شَيْءٍ قُلْ إِنَّ الْأَمْرَ كُلَّهُ لِلَّهِ يُخْفُونَ فِي أَنْفُسِهِمْ مَا لَا يُبْدُونَ لَكَ يَقُولُونَ لَوْ كَانَ لَنَا مِنَ الْأَمْرِ شَيْءٌ مَا قُتِلْنَا هَاهُنَا قُلْ لَوْ كُنْتُمْ فِي بُيُوتِكُمْ لَبَرَزَ الَّذِينَ كُتِبَ عَلَيْهِمُ الْقَتْلُ إِلَى مَضَاجِعِهِمْ وَلِيَبْتَلِيَ اللَّهُ مَا فِي صُدُورِكُمْ وَلِيُمَحِّصَ مَا فِي قُلُوبِكُمْ وَاللَّهُ عَلِيمٌ بِذَاتِ الصُّدُورِ ۝١٥٤﴾ [آل عمران:154]
كان بين مُعتّب وبين أحد المسلمين خصومة، فرفض التحاكم للنبي وطلب المخاصمة عند الكاهن حكام الجاهلية. فنزلت فيه الآية 60 من سورة النساء: ﴿أَلَمْ تَرَ إِلَى الَّذِينَ يَزْعُمُونَ أَنَّهُمْ آمَنُوا بِمَا أُنْزِلَ إِلَيْكَ وَمَا أُنْزِلَ مِنْ قَبْلِكَ يُرِيدُونَ أَنْ يَتَحَاكَمُوا إِلَى الطَّاغُوتِ وَقَدْ أُمِرُوا أَنْ يَكْفُرُوا بِهِ وَيُرِيدُ الشَّيْطَانُ أَنْ يُضِلَّهُمْ ضَلَالًا بَعِيدًا ۝٦٠﴾ [النساء:60]
هو وجماعة عاهدوا الله إن آتاهم من فضله وحسنت حالهم يؤمنون  بالله وبالنبي(ص)، لكنهم نكثوا ما عاهدوا الله عليه، فنزلت فيهم الآية 75 من سورة التوبة: ﴿وَمِنْهُم مَّنْ عَاهَدَ اللّهَ لَئِنْ آتَانَا مِن فَضْلِهِ لَنَصَّدَّقَنَّ وَلَنَكُونَنَّ مِنَ الصَّالِحِينَ﴾.
وشملته الآية 94 من سورة التوبة: ﴿يَعْتَذِرُونَ إِلَيْكُمْ إِذَا رَجَعْتُمْ إِلَيْهِمْ قُل لاَّ تَعْتَذِرُواْ لَن نُّؤْمِنَ لَكُمْ قَدْ نَبَّأَنَا اللّهُ مِنْ أَخْبَارِكُمْ وَسَيَرَى اللّهُ عَمَلَكُمْ وَرَسُولُهُ ثُمَّ تُرَدُّونَ إِلَى عَالِمِ الْغَيْبِ وَالشَّهَادَةِ فَيُنَبِّئُكُم بِمَا كُنتُمْ تَعْمَلُونَ﴾.
وسببها هو اتفاق المترجم له وأصحابه من المنافقين على أنه إذا رجع النبي(ص) والمسلمون من معركة تبوك لا يكلمونهم ولا يجالسونهم.
وشملته الآية 101 من سورة التوبة: ﴿وَمِمَّنْ حَوْلَكُم مِّنَ الأَعْرَابِ مُنَافِقُونَ وَمِنْ أَهْلِ الْمَدِينَةِ مَرَدُواْ عَلَى النِّفَاقِ لاَ تَعْلَمُهُمْ نَحْنُ نَعْلَمُهُمْ سَنُعَذِّبُهُم مَّرَّتَيْنِ ثُمَّ يُرَدُّونَ إِلَى عَذَابٍ عَظِيمٍ﴾.
ولكونه كان من بناة مسجد الضرار شملته الآية 107 من سورة التوبة: ﴿وَالَّذِينَ اتَّخَذُواْ مَسْجِدًا ضِرَارًا وَكُفْرًا وَتَفْرِيقًا بَيْنَ الْمُؤْمِنِينَ وَإِرْصَادًا لِّمَنْ حَارَبَ اللّهَ وَرَسُولَهُ مِن قَبْلُ وَلَيَحْلِفُنَّ إِنْ أَرَدْنَا إِلاَّ الْحُسْنَى وَاللّه يَشْهَدُ إِنَّهُمْ لَكَاذِبُونَ﴾.
قال يوما: كان محمد يعدنا أن نأكل كنوز كسرى وقيصر، وأحدنا لايأمن على نفسه أن يذهب إلى الغائط، فنزلت فيه الآية 12 من سورة الأحزاب: ﴿وَإِذْ يَقُولُ الْمُنَافِقُونَ وَالَّذِينَ فِي قُلُوبِهِم مَّرَضٌ مَّا وَعَدَنَا اللَّهُ وَرَسُولُهُ إِلَّا غُرُورًا﴾.

## وصلات خارجية
- موسوعة رواة الحديث.
- معتب بن قشير في كتاب الإصابة في تمييز الصحابة.